# Função zeta de Hasse-Weil
Em matemática, a função zeta de Hasse-Weil associada a uma variedade algébrica V definida sobre um corpo numérico K é um dos dois tipos mais importantes de funções L. Estas funções L são chamadas 'globais', no sentido que são definidas como produtos de Euler em termos de funções zeta locais. Elas formam uma das duas principais classes de funções L globais, as outras são as funções L associadas à representações automórficas. Se poderia conjecturar que na realidade existe só um tipo essencial de função L global, com duas descrições (segundo se aproxime um desde uma variedade algébrica, ou desde uma representação automórfica); esta seria uma generalização muito ampla da conjectura de Taniyama-Shimura, que é em si mesma um resultado muito profundo e recente (2004) na teoria dos números.
A descrição da função zeta de Hasse–Weil até finitamente muitos fatores de seu produto de Euler é relativamente simples. Isto segue as sugestões iniciais de Helmut Hasse e André Weil, motivadas pelo cano no qual V é um ponto único, e resulta na função zeta de Riemann.
Tomando o caso de K o corpo de números racionais Q, e V uma variedade projetiva não sinfular, podemos por "quase todos" números primos p considerar a redução de V módulo p, uma variedade algébrica Vp sobre o corpo finito {\displaystyle F_{p}} com p elementos, só pela redução de equações para V. Mais uma vez para quase todos os p será não singular. Define-se
{\displaystyle Z_{V,Q}(s)}
ser a série de Dirichlet das variáveis complexas s, a qual é o produto infinito das funções zeta locais
{\displaystyle \zeta _{V,p}\left(p^{-s}\right).}
Então {\displaystyle Z(s)}, de acordo com nossa definição, é bem definido apenas até a multiplicação pelas funções racionais em um número finito de {\displaystyle p^{-s}}. 
Já que a indeterminância é relativamente anódina, e tem continuação meromorfa em toda parte, existe um sentido no qual as propriedades de {\displaystyle Z(s)} não dependem essencialmente disto. Em particular, enquanto a forma exata da equação funcional para Z(s), refletindo em uma linha vertical no plano complexo, irá depender definitivamente de fatores 'perdidos', a existência de algumas dessas equações funcionais não.
Uma definição mais refinada torna-se possível com o desenvolvimento de cohomologia etal; isto explica perfeitamente o que fazer sobre os fatores de 'má redução' perdidos. De acordo com os princípios gerais visíveis na teoria da ramificação, 'maus' primos portam boa informação (teoria do condutor). Isto manifesta-se na teoria etal no critério de Ogg–Néron–Shafarevich para uma boa redução; nomeada já que há uma boa redução, em um sentido definido, em todos os primos p para os quais a representação de Galois ρ sobre os grupos etais de cohomologia de V é não ramificada. Para estes, a definição de função zeta local pode ser recuperado em termos de característica polinomial de 
{\displaystyle \rho (Frob(p)),}
{\displaystyle Frob(p)} sendo um elemento de Frobenius para p. O que ocorre no p ramificado é que ρ é não trivial sobre o grupo de inércia {\displaystyle I(p)} para p. Nestes primos a definição deve ser 'corrigida', tomando o maior quociente da representação ρ sobre o qual o grupo de inércia atua pela representação trivial. Com este refinamento, a definição de {\displaystyle Z(s)} pode ser expandido com êxito em 'quase todos' p a todos p participantes no produto de Euler. As consequências para a equação funcional foram apresentadas nos trabalhos de Serre e Deligne no final dos anos 1960; a equação funcional em si não tem sido demonstrada em geral.

## Exemplo: Curva elíptica sobre Q
Sendo E uma curva elíptica sobre Q de condutor N. Então, E tem boa redução em todos os primos p não dividindo N, tem redução multiplicativa nos primos p que exatamente dividem N (i.e. tal que p divide N, mas p2 não; isto é escrito p || N), e tem redução aditiva em regiões diversas (i.e. nos primos onde p2 divide N). A função L de Hasse–Weil de E/Q é então
{\displaystyle L(s,E)=\prod _{p}L_{p}(s,E)^{-1}}
onde, para um dado primo p
{\displaystyle L_{p}(s,E)=\left\{{\begin{array}{ll}(1-a_{p}p^{-s}+p^{1-2s}),&{\mbox{se }}p\nmid N\\(1-a_{p}p^{-s}),&{\mbox{se }}p||N\\1,&{\mbox{se }}p^{2}|N\end{array}}\right.}
onde, no caso de boa redução ap é p + 1 - (números de pontos de E mod p), e no caso de redução multiplicativa ap é ±1 dependendo se E tem não decomposição ou decomposição redução multiplicativa em p.